# Capriccio
Capriccio je hudební skladba žertovného charakteru.
Vzniká na základě aktuální nálady skladatele, cappricio znamená v italštině „rozmar“. Tato hudební forma byla známa již v baroku. Nejznámější skladatel capriccií byl Johann Sebastian Bach. Skladatel Richard Strauss vytvořil v roce 1942 operu s názvem „Capriccio“.
Capriccio označuje také hravý nebo groteskní námět ve výtvarných oborech.

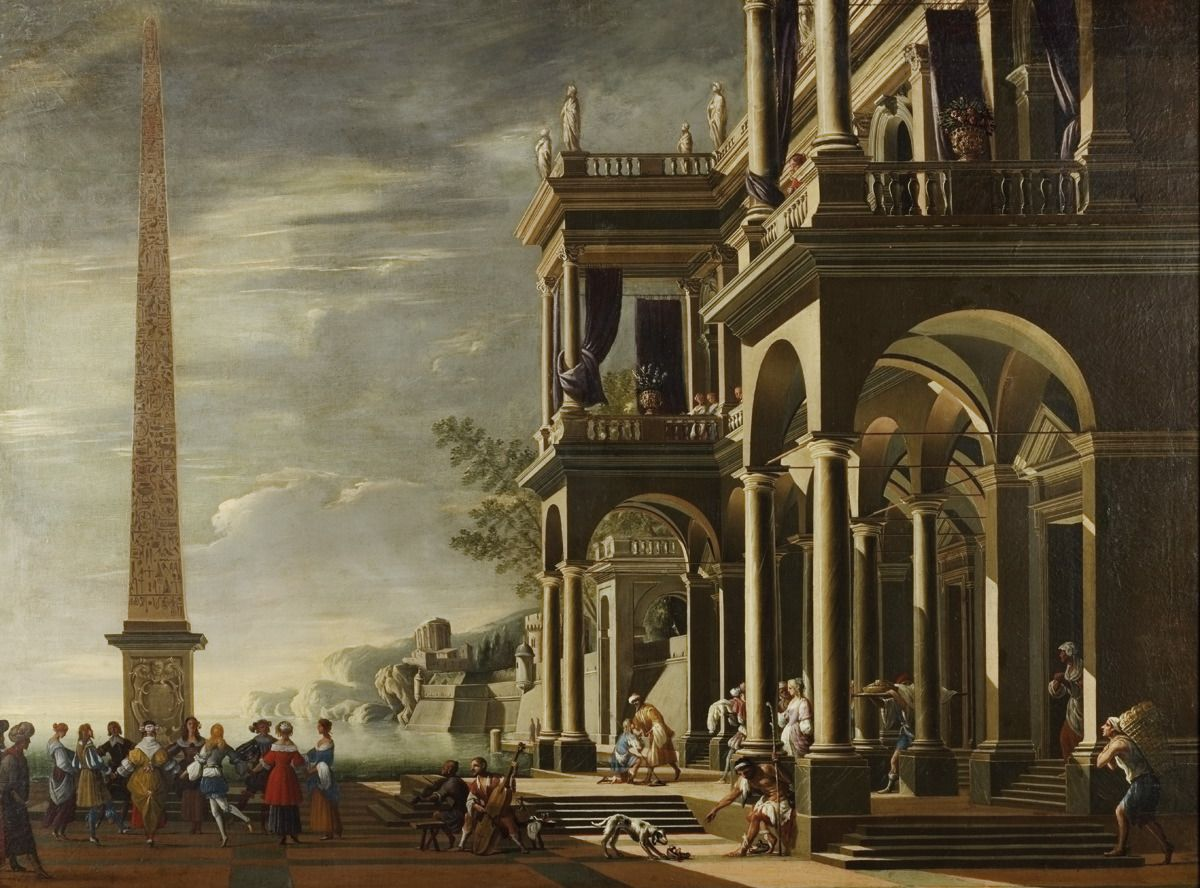
Capriccio (autor Alessandro Salucci)